# Proef van Engelmann

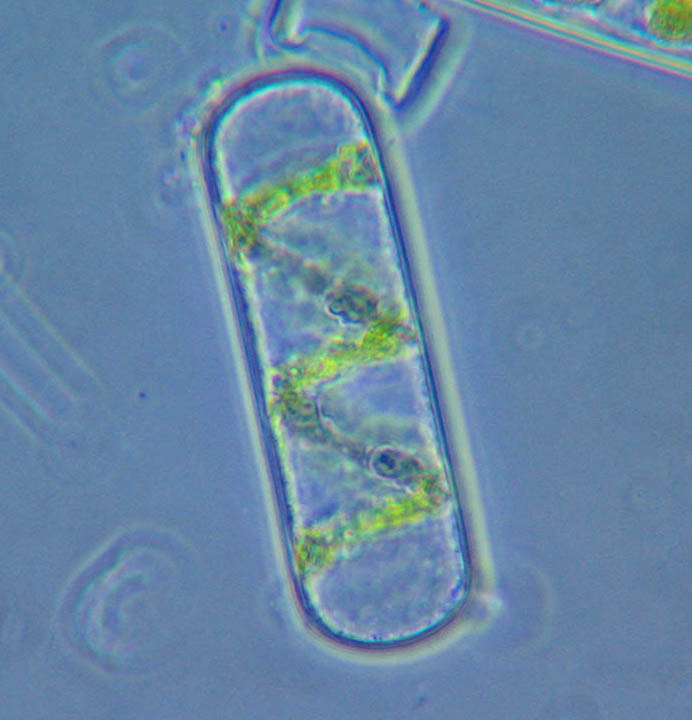
Spirogyra sp. cel.

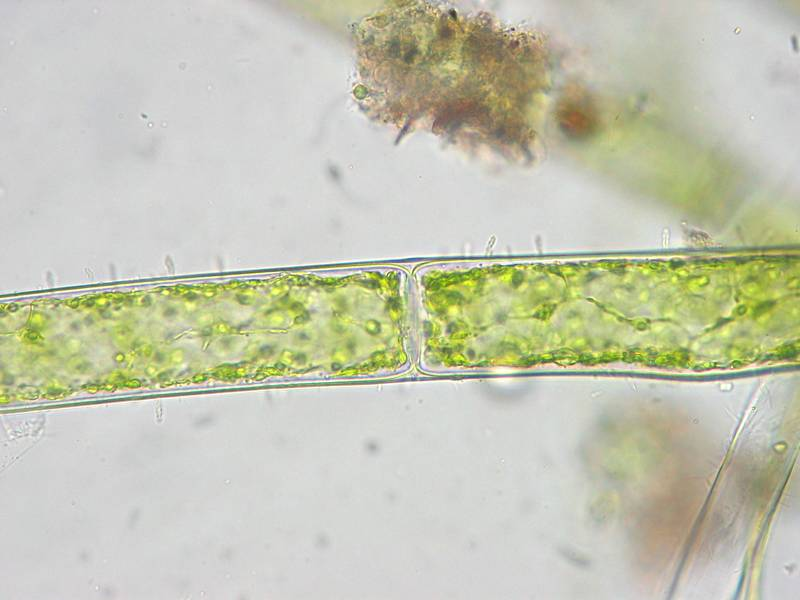
Cladophora sp. cellen.

De proef van Engelmann is een proef waarmee de Duitse fysioloog Theodor Wilhelm Engelmann (1843–1909) in 1883 het absorptiespectrum van chlorofyl wilde bepalen.
Engelmann nam een draadvormige draadwier Spirogyra of Cladophora, onbenoemde, zuurstofminnende bacteriën en een prisma. Hij liet het zonlicht door het prisma breken in regenboogkleuren en plaatste het draadwier zo dat de algendraad op naast elkaar gelegen plekken verschillende kleuren licht kreeg. 
Bij het begin van de proef lagen de bacteriën willekeurig verspreid langs de draadalg. Na enige tijd belichten waren ter hoogte van het rode en blauwe licht de zuurstofbehoevende bacteriën sterk in aantal toegenomen, terwijl dat niet zo was ter hoogte van het groene licht. 
Zo werd indirect aangetoond dat het chlorofyl in de spiraalvormige chloroplasten van de draadalg enkel zuurstof produceren onder invloed van rood en blauw licht.